# Roderick Cooper
Pour les articles homonymes, voir Cooper.
Roderick Cooper, né à Burham dans le Berkshire en Angleterre, est un écrivain et un journaliste britannique, auteur de roman policier.

## Biographie
Il travaille comme reporter au Western Mail & Echo de Cardiff, puis comme journaliste et chroniqueur pour le South Wales Echo. Il remporte le prix national Parkin du meilleur jeune journaliste britannique avant de s'installer à Londres où il écrit des critiques littéraires pour The Bookman avant d'être brièvement reporter de matchs de football pour The Guardian. Il signe des articles pour d'autres journaux avant d'œuvrer pendant de longues années pour des magazines spécialisées de cinéma, et de devenir rédacteur en chef de Screen International. 
En parallèle à sa carrière de journalistique, il écrit et publie des romans policiers à partir de 1975 avec la parution No Place for a Tickle, un premier titre qui reçoit un bon accueil critique. En 1979 paraît une suite de ce premier roman intitulé The Tennyson Code.
Après avoir déménagé dans le Kent, où il devient éditeur de journaux gratuits, il occupe de nouveau, au tournant des années 1980, un poste de rédacteur en chef pour un groupe de magazines. Pendant cette période, il publie À bas les touristes ! (Chelsea Blues, 1984), le seul de ses titres à avoir été traduit en France dans la Série noire. 

## Œuvre

### Romans
- No Place for a Tickle (1975)
- The Patsy Prize (1976)
- Open Verdict (1976)
- Blood On Blue Denim (1977)
- The Tennyson Code (1979)
- Chelsea Blues (1984)
  - À bas les touristes !, Série noire no 2029, 1985